# 에어로그래파이트

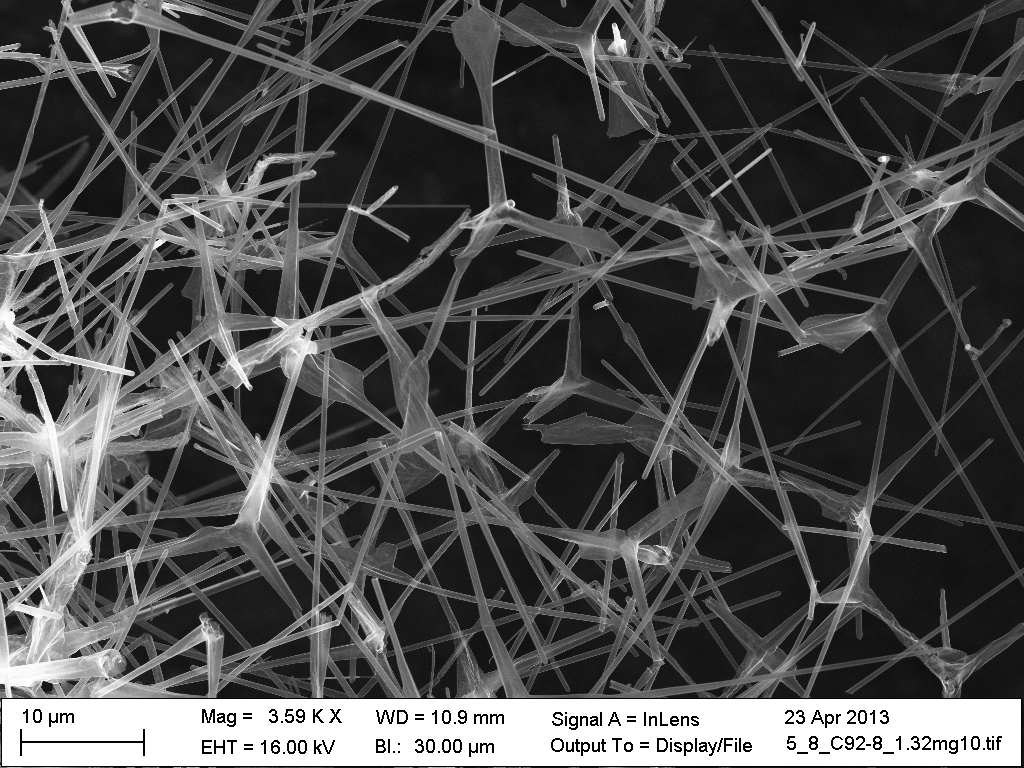

에어로그래파이트(Aerographite)는 튜브 형태의 탄소가 서로 연결된 다공성의 합성물질이다. 에어로그래파이트는 지금까지 발견된 물질 중 가장 가벼운 소재로, 밀도는 0.18g/cm3이다. University of Kiel과 Technical University of Hamburg의 연구진들이 공동으로 개발하였고, 2012년 6월에 처음으로 알려졌다.
매우 가벼운데도 불구하고 자기 무게의 4만배 이상을 버틸 수 있다. 또한, 탄성이 있고 압축 후 복원율이 95%이다.

## 같이 보기
- 그래핀